# Mouloudia d'Alger en coupe Forconi
Cette page montre le parcours du MC Alger en Coupe Forconi, compétition qu'elle l'a remportée à deux reprises. La Coupe départementale de la Ligue d’Alger ou Coupe Forconi (1946-1955), dote l’épreuve ouverte entre tous les clubs d’Alger en vue de désigner les trois représentants du département à la Coupe de l’Afrique du Nord.

## Coupe Forconi

### 1944-1945
| Huitième de finale               | MC Alger | 0 – 1   | RU Alger                                                                                    | Saint Eugène, (Alger)  |                        |
| Dimanche 5 novembre 1944 16 h 00 | | (0 – 1) | Jasseron 44e                                                                                | Arbitrage : M. Gramage | Arbitrage : M. Gramage |
| Dimanche 5 novembre 1944 16 h 00 | Belahcène, Kerrarsi Mustapha, Khabatou, Bencharif, Abdelaoui, Tadjet, Missoum, Saïb Ali dit Saïd Saïd, Nasri Abed dit Nasri I, Hadad, Bouhraoua | Équipes | Pépe, Mihoubi, Vidal, Amraoui, Jasseron, Faglin, Ramon, Samuel, Illoul, El Mahdaoui, Chérif | Arbitrage : M. Gramage | Arbitrage : M. Gramage |

### 1945-1946
| 16e de finale           | MC Alger | Forfait | US Aumale | Rivet |
| Dimanche 7 octobre 1945 |          |         |           |       |

| 8e de finale             | MC Alger | 2 – 1   | Olympique d'Hussein-Dey                                                                              | Stade Municipal    |                    |
| Dimanche 4 novembre 1945 | Mokhtar Arribi 43e · Saïb 50e | (1 – 0) | Salord                                                                                               | Arbitrage : Todori | Arbitrage : Todori |
| Dimanche 4 novembre 1945 | Rapport |         | | Arbitrage : Todori | Arbitrage : Todori |
| Dimanche 4 novembre 1945 | Abtouche, Kerrarsi Mustapha, Abdoun Mohamed, Khabatou, Abdelaoui, Tadjet, Missoum, Saïb Ali dit Saïd Saïd, Nasri Abed, Hadad, Arribi | Équipes | Trégnier, Mouzarine, Cantino, Bouzidi, Gérard Taillis, Zénini, Sanchez, Adar, Santiago, Salord, Fiol | Arbitrage : Todori | Arbitrage : Todori |

| Quart de finale          | MC Alger | 1 – 0   | RU Alger                                                                                 | Stade Municipal       |                       |
| Dimanche 2 décembre 1945 | Saïd Hadad 46e | (0 – 0) |                                                                                          | Arbitrage : Attanasio | Arbitrage : Attanasio |
| Dimanche 2 décembre 1945 | Rapport |         |                                                                                          | Arbitrage : Attanasio | Arbitrage : Attanasio |
| Dimanche 2 décembre 1945 | Abtouche, Kerrarsi Mustapha, Khabatou, Achour, Abdelaoui, Larbi Mohamed dit Chérif, Missoum, Saïb Ali dit Saïd Saïd, Bouhraoua, Hadad, Arribi | Équipes | Dambrin, Ferrari, Lievin, Amraoui, Couvret, Poizat, Vives, Vidal, Illoul, Thomas, Faglin | Arbitrage : Attanasio | Arbitrage : Attanasio |

| Demi-finale              | MC Alger | 2 – 1   | FC Blida                                                                                                   | Stade de Saint-Eugène, (Alger) |  |
| Dimanche 13 janvier 1946 | Mokhtar Arribi | (1 – 0) | Arnou |                                |  |
| Dimanche 13 janvier 1946 | Ibrir, Abdoun Mohamed, Benhoura, Khabatou, Abdelaoui, Tadjet, Missoum, Saïb Ali dit Saïd Saïd, Derriche Merzak, Hadad, Arribi | Équipes | Libérati, Bachelu, Giner, Haddad, Pons, Seilles, Samary Yvon, Arnould, Sauveur Rodriguez, Large, Samary II |                                |  |

- Note: FCB Qualifié sur Tapis vert, Réserves du FCB contre Ibrir non qualifié le jour du match.

### 1946-1947
| 2e Tour                    | MC Alger                                    | 5 – 0   | C.A. Paté | Stade Municipal |  |
| Dimanche 29 septembre 1946 | Deguigui ? · Merah 80e · Garcia I 90e (csc) | (1 – 0) |           |                 |  |

| 3e Tour                  | MC Alger                                          | 4 – 1   | OM Ruisseau | Stade Municipal      |                      |
| Dimanche 3 novembre 1946 | Deguigui · El Mehdaoui · Saïb Ali dit Saïd Saïd ? | (1 – 0) | Dufour      | Arbitrage : Caratino | Arbitrage : Caratino |

| 4e tour                    | USM Blida | 2 – 1ap | MC Alger                                                                                              | Stade des Quinconces, Boufarik |                       |
| Dimanche 1er décembre 1946 | Djoudad 89 |         | Bouzid                                                                                                | Arbitrage : Attanasio          | Arbitrage : Attanasio |
| Dimanche 1er décembre 1946 | Rapport |         | | Arbitrage : Attanasio          | Arbitrage : Attanasio |
| Dimanche 1er décembre 1946 | Menacer, Mansouri, Chekaïmi, Zouraghi, Imcaoudène, Bensamet, Benelfoul, Bouguerra, Djoudad, Bernou, Dahmouche | Équipes | Abtouche, Abdoune, Hamoutène, Benhamou, Khabatou, Kouar, Missoum, Said Said, Bouzid, Tadjet, Deguigui | Arbitrage : Attanasio          | Arbitrage : Attanasio |

- MC Alger non qualifié pour la Coupe d'Afrique du Nord de football 1946-1947.

### 1947-1948 (Champion)
| 4e Tour                   | MC Alger | 2 – 0   | WA Boufarik                                                                                  | Stade Municipal       |                       |
| Dimanche 16 novembre 1947 | Hahad 10e · Derriche 35e | (2 – 0) |                                                                                              | Arbitrage : Rivieccio | Arbitrage : Rivieccio |
| Dimanche 16 novembre 1947 | Abtouche, Hamoutène, Khabatou, Abdelaoui, Hanoune, Kouar, Derriche Merzak, Benhamou Hamid, Deguigui, Akliouat Hamid dit Hamid II - Entraîneurs : Khabatou et Akliouat Hamid | Équipes | Arras, Charef, Rezzig, Laidi, Kriou, Kini, Benelfoul, Amine, Ali Chérif, Taboudouchi, Debbah | Arbitrage : Rivieccio | Arbitrage : Rivieccio |

| 5e tour                  | MC Alger | 1 – 0   | Stade Guyotvillois                                                                                             | Stade Municipal            |                            |
| Dimanche 7 décembre 1947 | Khabatou 4e | (1 – 0) | | Arbitrage : Pelleregreschi | Arbitrage : Pelleregreschi |
| Dimanche 7 décembre 1947 | Abtouche, Khabatou, Hamoutène, Benhamou Hamid, Abdelaoui, Kouar Sid Ahmed, Chelik, Messah Saâd, Hahad, Tadjet, Deguigui | Équipes | Brocato, Valencia, Giorgetti, Cambresi, Ballester V, Vallès, Ballester P, Ochoy, Vitiello, De Pasquale, Despax | Arbitrage : Pelleregreschi | Arbitrage : Pelleregreschi |

- MC Alger qualifié pour la Coupe d'Afrique du Nord de football 1947-1948.

| Quart de finale         | MC Alger | 1 – 0   | USM Alger | Stade Municipal |  |
| Dimanche 4 janvier 1948 | Hahad 49e · El Mehdaoui 64e | (0 – 0) | |                 |  |
| Dimanche 4 janvier 1948 | Abtouche, Hamoutène, Khabatou, Abdelaoui, Tadjet, Benhamou Hamid, Ait Saâda Mohamed, El Mehdaoui, Hahad, Kouar Sid Ahmed, Deguigui | Équipes | Zitouni, Hamdi, Chaouane I, Ouaguenouni I, Ouaguenouni II, Chaouane II, El Kamal Mustapha, Benhaddad, Zouaoui, Beddarèn, Djaknoun |                 |  |

| Demi-finale          | MC Alger | 2 – 0   | Olympique d'Hussein-Dey                                                                            | Stade Municipal    |                    |
| Dimanche 30 mai 1948 | Deguigui 16e · Ait Saâda Mohamed 75e | (1 – 0) | | Arbitrage : Baroni | Arbitrage : Baroni |
| Dimanche 30 mai 1948 | Abtouche, Hamoutène, Benhamou Hamid, Abdelaoui, Tadjet, Kouar Omar dit Kouar II, Ait Saâda Mohamed, Khabatou, Kouar Sid Ahmed, Deguigui | Équipes | Ehrard, Catino, Mascaro, Messaoud Ourzifi, Santiago, Camps, Gomez, Bakadja, Fiol, Fès, René Sintès | Arbitrage : Baroni | Arbitrage : Baroni |

| Finale            | MC Alger | 5 – 3   | AS Saint-Eugène                                                                                                   | Stade de Saint-Eugène, (Alger) |                    |
| Jeudi 3 juin 1948 | Hahad 19e · Ait Saâda 57e 91e 120e · (autre Source Tadjet 120'), Kouar 72e (pen.)                                                              | (1 – 0) | Rivas · De Villeneuve                                                                                             | Arbitrage : Todori             | Arbitrage : Todori |
| Jeudi 3 juin 1948 | Abtouche, Hamoutène, Kouar Omar dit Kouar II, Abdelaoui, Tadjet, Benhamou Hamid, Ait Saâda Mohamed, Khabatou, Hahad, Kouar Sid Ahmed, Deguigui | Équipes | Kaoua Mourad, Oliver, Aboulker, Castaldi, Stepanoff, Collonges, Rivas, Bindinelli, Benet, De Villeneuve, Bénéjean | Arbitrage : Todori             | Arbitrage : Todori |

### 1948-1949
| 4e Tour                  | MC Alger                                                                                       | 1 – 0   | WR Belcourt | Stade de Saint-Eugène, (Alger) |  |
| Dimanche 17 octobre 1948 | Ait Sâada Mohamed 34e 89e · Kouar Sid Ahmed 60e (pen.) · Bennour 68e 86e · Azzef Abdelaziz 83e | (1 – 0) | |                                |  |
| Dimanche 17 octobre 1948 | Ait Sâada Mohamed, Kouar Sid Ahmed, Bennour, Azzef Abdelaziz dit "Aziouez                      | Équipes | Ferhat, Dekari Mohamed, Hamdaoui, Djaballah, Merakchi Mohamed dit Merakchi I (cap), Bensaidane, Merakchi Boualem dit Merakchi II, Ali Chérif Mourad, Touami, Benkaddour, Belkacemi |                                |  |

| 5e Tour                  | GS Alger                                                                                                 | 2 – 0   | MC Alger | Stade de Saint-Eugène, (Alger) |                      |
| Dimanche 7 novembre 1948 | Deléo ?                                                                                                  | (0 – 0) | | Arbitrage : Riveccio           | Arbitrage : Riveccio |
| Dimanche 7 novembre 1948 | Testa, Calmus Robert, Belmonte, Fortuné, Torrès, Davério, Bitton, Calmus Roger, Florentino, Bagur, Deléo | Équipes | Abtouche, Hamoutène, Bouhired Mustapha, Abdelaoui, Bennour, Behamou Hamid, Ait Saâda Mohamed, Khabatou, Hahad, Kouar Sid Ahmed dit Kouar I, Deguigui | Arbitrage : Riveccio           | Arbitrage : Riveccio |

- MC Alger non qualifié pour la Coupe d'Afrique du Nord de football 1948-1949.

### 1949-1950
| 4e Tour                  | MC Alger | 1 – 0   | OM Saint-Eugène | Stade de Saint-Eugène, (Alger) |                      |
| Dimanche 6 novembre 1949 | Aliane 60e | (0 – 0) | | Arbitrage : Caratino           | Arbitrage : Caratino |
| Dimanche 6 novembre 1949 | Abtouche, Hamoutène, Benhamou Hamid, Deguigui, Kouar sid Ahmed dit Kouar I, Bennour, Aliane, Abdelaoui, Lakehal Aoued, Hahad, Khelil | Équipes | Kaoua Mourad, Zitouni Mustapha, Bourouiba, Benelkadi, Benhaik, Gandrich, Hamza, Yacef, Bachtarzi, El Mehdaoui Hocine, Mimoun | Arbitrage : Caratino           | Arbitrage : Caratino |

| 5e Tour                  | MC Alger | 5 – 1   | USM Alger | Stade Municipal      |                      |
| Dimanche 4 décembre 1949 | Khelil 15e · Bennour 35e · Azzef Abdelaziz dit "Aziouez" 40e 55e · Derriche Merzak 87e                                                                              | (3 – 1) | Zouaoui | Arbitrage : Riveccio | Arbitrage : Riveccio |
| Dimanche 4 décembre 1949 | Belahcéne, Benhamou Hamid, Hamoutène, Bennour, Kouar Sid Ahmed dit Kouar I, Abdelaoui, Khelil, Lakehal Aoued, Azzef Abdelaziz dit "Aziouez", Hahad, Derriche Merzak | Équipes | Zitouni, Ouaguenouni Allel, Hamadouche, Bouadjadj, Larbi, Benhadad, Azzouz, Hamadaoui, Zouaoui, Beddaren, Chabli | Arbitrage : Riveccio | Arbitrage : Riveccio |

- MC Alger qualifié pour la Coupe d'Afrique du Nord de football 1949-1950.

| Quart de finale   | MC Alger | 0 – 3   | GS Alger                                                                                           | Stade de Saint-Eugène, (Alger) |                      |
| Jeudi 18 mai 1949 | | (0 – 0) | Florentino 20e 62e 68e                                                                             | Arbitrage : Caratino           | Arbitrage : Caratino |
| Jeudi 18 mai 1949 | Belahcène, Lhachemi (un prénom sûrement), Kouar Sid Ahmed dit Kouar I, Benhamou Hamid, Deguigui, Achir, Abdelaoui, Hanoune, Bennour, Hahad, Aliane | Équipes | Fabiano, Ferasse, Guorgue, Fortuné, Montel, Torres, Florentino, Calmus R, Giono, Bagur, Principato | Arbitrage : Caratino           | Arbitrage : Caratino |

### 1950-1951 (Champion)
| 4e Tour                  | MC Alger | 2 – 1   | US Blida                                                                                       | Hussein Dey                        |                                    |
| Dimanche 5 novembre 1950 | Benhamou Hamid 5e 18e | (2 – 1) | Ainaudo 6e                                                                                     | Arbitrage : Vals, Betoun, Marechal | Arbitrage : Vals, Betoun, Marechal |
| Dimanche 5 novembre 1950 | Abtouche, Hamoutène, Oualiken Mohamed, Khabatou, Abdelaoui, Bennour, Kouar Sid Ahmed Dit Kouar I, Deguigui, Hahad, Guitoun, Benhamou Hamid | Équipes | Llorens, Padilia, Jean Armand, Richier, Boudjeltia, Arnaune, Floc, Espi, Jumin, Delia, Ainaudo | Arbitrage : Vals, Betoun, Marechal | Arbitrage : Vals, Betoun, Marechal |

| 5e Tour                  | USM Blida                                                                                                   | 1 – 2   | MC Alger | Stade des Quinconces, Boufarik                         |                                                        |
| Dimanche 3 décembre 1950 | Brakni 22e                                                                                                  | (1 – 1) | Aït Saâda 43e 65e | Spectateurs : 2,700 Arbitrage : Caratino, Bayo, Poirel | Spectateurs : 2,700 Arbitrage : Caratino, Bayo, Poirel |
| Dimanche 3 décembre 1950 | Zouaoui; Mansouri, Bekhoucha; Madoudou, Zouraghi; Ferhat, Hadji, Brakni, Ahmed Yantrèn, Mahieddine, Khelifa | Équipes | Abtouche, Abdelaoui, Oualiken Mohamed, Khabatou, Kouar Sid Ahmed, Benhamou Hamid, Ait Saâda, Bennour, Hahad, Guitoun, Deguigui | Spectateurs : 2,700 Arbitrage : Caratino, Bayo, Poirel | Spectateurs : 2,700 Arbitrage : Caratino, Bayo, Poirel |

- MC Alger qualifié pour la Coupe d'Afrique du Nord de football 1950-1951.

| Demi-finale          | MC Alger | 2 – 1   | US Ouest Mitidja | Stade des Quinconces, Boufarik |                          |
| Dimanche 13 mai 1951 | Deguigui 20e 63e (autre Source Kouar II second but) · Oualiken Mohamed 75e                                                                            | (1 – 1) | Alzina ou Alduno 11e | Arbitrage : Attanasio J.       | Arbitrage : Attanasio J. |
| Dimanche 13 mai 1951 | Belahcène, Hamoutène, Khabatou, Bennour, Abdelaoui, Benhamou Hamid, Kouar Omar dit Kouar II, Oualiken Mohamed, Kouar Sid Ahmed dit Kouar I, Deguigui, | Équipes | Manchon, Achour, Andrada, Defnet, Rouquier, Benzaâf, Alzina (autre Source Alduno), Ratto, Boufouras, Bensamet, Saidoun (autre Source Gardens) | Arbitrage : Attanasio J.       | Arbitrage : Attanasio J. |

| Finale            | MC Alger | 3 – 2 a. p.           | AS Saint-Eugène                                                                                          | Stade de Saint-Eugène (Alger) |                      |
| 3 juin 1951 15ː00 | Guittoun 20e · Deguigui 65e · Kouar 108e | (1 – 2, 2 – 2, 2 – 2) | Chelpi 14e · Govard 44e                                                                                  | Arbitrage : Graziani          | Arbitrage : Graziani |
| 3 juin 1951 15ː00 | Rapport |                       | | Arbitrage : Graziani          | Arbitrage : Graziani |
| 3 juin 1951 15ː00 | Belahcène M'Hamed,Hamoutène Hassen,Bouzera Abdelkader dit Abdelaoui, Smaïl Khabatou, Bennour Hassen, Benhamou Hamid, Kouar Sid Ahmed, Deguigui Abderahmane, Hahad Omar ,Guitoun Mohamed, Oualiken Mohamed | Équipes               | Boubekeur, Aboulker, Oliver, Vidal, De Villeneuve, Berrah, Bachtarzi, Collongues, Govard, Chelpi, Brouel | Arbitrage : Graziani          | Arbitrage : Graziani |

### 1951-1952 (Finaliste)
| 4e Tour                  | MC Alger | 7 – 0   | JS Kabylie                                                                                        | Stade Municipal, (Alger) |                      |
| Dimanche 4 novembre 1951 | Hahad 27e 46e · Aliane 30e · Ait Saâda · , Kouar I 68e 71e                                                                                                   | (2 – 0) |                                                                                                   | Arbitrage : Riveccio     | Arbitrage : Riveccio |
| Dimanche 4 novembre 1951 | Zebairi, Abdelaoui, Oualiken Mohamed, Khabatou, Bennour, Benhamou Hamid, Ait Saâda, Dahmoun Abdeldjalil (Junior), Aliane, Kouar Sid Ahmed dit Kouar I, Hahad | Équipes | Mansour, Korogli, Hassoun, Azzoug, Kouffi I, Belhadj, Cherrak, Boukersi, Zemirli, Iratni I, Hameg | Arbitrage : Riveccio     | Arbitrage : Riveccio |

| 5e Tour                  | MC Alger | 1 – 0   | AS Saint-Eugène                                                                                     | Stade de Saint-Eugène, (Alger) |                          |
| Dimanche 2 décembre 1951 | Hahad 23e | (1 – 0) | | Arbitrage : Attanasio J.       | Arbitrage : Attanasio J. |
| Dimanche 2 décembre 1951 | Rapport |         | | Arbitrage : Attanasio J.       | Arbitrage : Attanasio J. |
| Dimanche 2 décembre 1951 | Zebairi, Hamoutène, Oualiken Mohamed, Khabatou, Bennour, Benhamou Hamid, Abdelaoui, Deguigui, Ait Saâda, Aliane, Hahad | Équipes | Boubekeur, Aboulker, Ajus, Beringuer, Aouadj Said, Oliver, Alarcon, Berrah, Collonges, Baesa, Vidal | Arbitrage : Attanasio J.       | Arbitrage : Attanasio J. |

- MC Alger qualifié pour la Coupe d'Afrique du Nord de football 1951-1952.

| Quart de finale      | MC Alger | 1 – 0   | GS Orléansville                                                                           | Blida             |                   |
| Dimanche 10 mai 1952 | Hahad 22e | (1 – 0) |                                                                                           | Arbitrage : Pérez | Arbitrage : Pérez |
| Dimanche 10 mai 1952 | Belahcène, Hamoutène, Benhamou Hamid, Abdelaoui, Guitoun, Hahad, Dahmoun Abdeldjalil (Junior), Khabatou, Larabi Hanafi, Khelil, Kouar Sid Ahmed | Équipes | Merle, Haouari, Melet, Aubert, Belili, Maiza, Gevaudan, Bertoli, Daoud, Mihoubi, Castello | Arbitrage : Pérez | Arbitrage : Pérez |

| Demi-finale            | MC Alger | 8 – 1   | AS Boufarik                                                                                           | Stade de Saint-Eugène, (Alger) |  |
| Dimanche 1er juin 1952 | Hahad 12e · Khabatou 17e 46e · Khelil 44e 50e · Guitoun 55e · Deguigui 85e · Larabi 90e                                     | (1 – 0) | Voméro                                                                                                |                                |  |
| Dimanche 1er juin 1952 | Belahcène, Hamoutène, Abdelaoui, Kouar Sid Ahmed, Hahad, Benhamou Hamid, Larabi Hanafi, Deguigui, Khabatou, Guitoun, Khelil | Équipes | Winium, Massip, Chazot, Amiel, Siesse, Benelfoul, Voméro, Saïb Ali dit Saïd Saïd, Reichert, Navarro V |                                |  |

| Finale                | FC Blida                                                       | 3 – 1   | MC Alger                                                                                      | Stade Municipal |  |
| Dimanche 15 juin 1952 |                                                                | (1 – 0) |                                                                                               |                 |  |
| Dimanche 15 juin 1952 | Reynaud, Giner, Gasq, Arnaud, .....Schmidt, Camand, Ruiz, Rais | Équipes | Belahcène, Hamoutène, Kouar Sid Ahmed, Benhamou Hamid, .....Deguigui, Hahad, Khabatou, Khelil |                 |  |

### 1952-1953
| 4e Tour                  | AS Kouba | 2 – 1 | MC Alger | Kouba |  |
| Dimanche 2 novembre 1952 |          | (–)   |          |       |  |

- MC Alger non qualifié pour la Coupe d'Afrique du Nord de football 1952-1953.

### 1953-1954
| 4e Tour                  | RU Alger | 3 – 0   | MC Alger | Stade Cerdan |  |
| Dimanche 8 novembre 1953 |          | (0 – 0) |          |              |  |

- MC Alger non qualifié pour la Coupe d'Afrique du Nord de football 1953-1954.

### 1954-1955
| 4e Tour                  | MC Alger | –   |  |  |  |
| Dimanche 7 novembre 1954 |          | (–) |  |  |  |

| 5e Tour                   | MC Alger     | 1 – 0   | RS Alger | Stade de Saint-Eugène, (Alger) |  |
| Dimanche 12 décembre 1954 | Bourkika 87e | (0 – 0) |          |                                |  |

- MC Alger qualifié pour la Coupe d'Afrique du Nord de football 1954-1955.

### 1955-1956
| 4e Tour                  | JS El Biar | 2 – 1   | MC Alger | Stade de Saint-Eugène, (Alger) |  |
| Dimanche 6 novembre 1955 |            | (0 – 0) |          |                                |  |

- MC Alger non qualifié pour la Coupe d'Afrique du Nord de football 1955-1956.